# دانيال رييس (لاعب كرة قدم)
دانيال رييس (بالإسبانية: Daniel Reyes Avellán)‏ هو لاعب كرة قدم نيكاراغوي، ولد في 21 يوليو 1990 في ديريامبا في نيكاراغوا. شارك مع منتخب نيكاراغوا لكرة القدم. أما مع النوادي، فقد لعب مع سبورت بويز.

## وصلات خارجية
- دانيال رييس على موقع الاتحاد الدولي (مؤرشف)  (الإنجليزية)
- دانيال رييس على موقع قاعدة بيانات كرة القدم.إي يو (الإنجليزية)
- دانيال رييس على موقع ناشيونال فوتبول تيمز (الإنجليزية)
- دانيال رييس على موقع Soccerway.com (الإنجليزية)